# فریدریش کارل فن ساویگنی
فریدریش کارل فن ساوینی (آلمانی: Friedrich Carl von Savigny; ۲۱ فوریهٔ ۱۷۷۹ – ۲۵ اکتبر ۱۸۶۱) یک حقوقدان و مورّخ اهل آلمان بود.